# Cölln
Cölln (alemão: [ˈkœln]) era a cidade irmã da velha Berlim (Altberlin), no século XIII, localizada na Ilha Spree, no sul da Marca de Brandemburgo. Hoje a ilha está localizada no histórico núcleo da central Mitte, localidade da moderna Berlim. Seu ponto mais ao norte é conhecido como Ilha Museu, enquanto a parte ao sul de Gertraudenstraße é chamada de 'Fischerinsel' '(Ilha Peixe).

## História

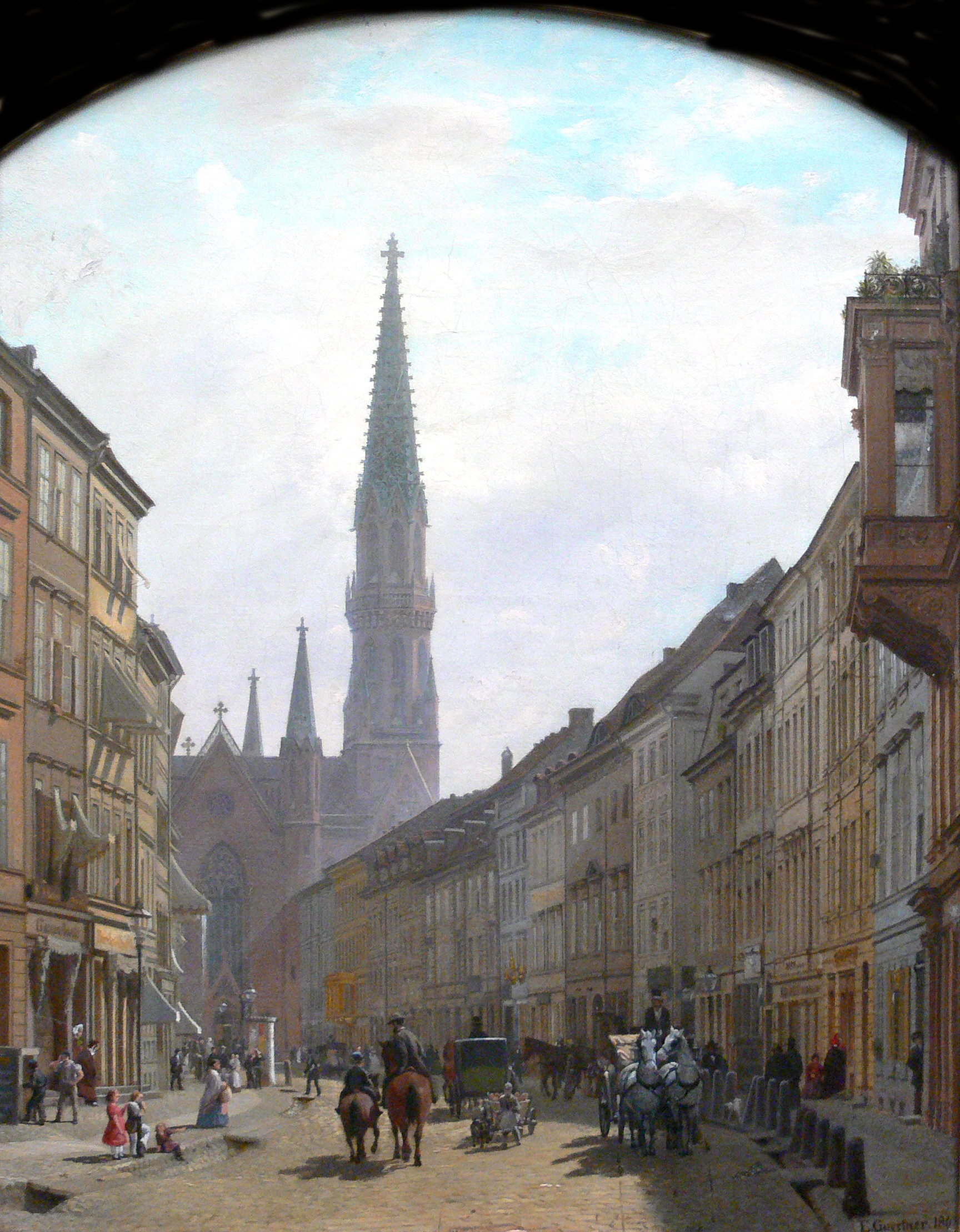
Cölln: Brüderstraße e St. Peter no século XIX, por Eduard Gaertner

Cölln é mencionada pela primeira vez em uma 1237, denotando um "priesthood", divisão administrativa da Igreja Católica. Esta data é geralmente considerada como a origem de Berlim, embora Altberlin, na margem oriental do Rio Spree não tenha sido mencionada antes de 1244 e partes da atual Grande Berlim como Spandau e Köpenick sejam ainda mais recentes.
Cölln e Altberlin foram separadas apenas pelo Rio Spree, ligada pelo Causeway Mühlendamm, portanto, havia uma conexão entre ambas desde o início. Uma vez que a rota comercial de Magdeburgo para Frankfurt atravessava atravessa a cidade gêmea e as rotas de transporte de águas interiores também passavam por ali, Cölln-Berlim rapidamente chegou à prosperidade. Um segundo cruzamento, o Lange Brücke (Ponte Longa), hoje a Rathausbrücke (Ponte da Câmara Municipal) foi erguido em toda a Spree em 1307 com uma câmara municipal comum no meio dela.
O nome de Cölln sobrevive no bairro de Berlim de Neukölln (Nova Cölln). Originalmente, uma extensão do sul de Cölln foi chamada Neukölln am Wasser; "Köllnischer Park" e a Rua "Am Köllnischen Park" estão ambas localizadas na área adjacente. O recinto Bärenzwinger , situado dentro do parque, é o lar de três ursos pardos (o urso é o animal heráldico da cidade de Berlim), representando o berço da cidade.
A política comum de Berlim e Cölln levou 1307 a uma primeira aliança com outras cidades (Brandenburg an der Havel, Frankfurt e Salzwedel) na marcha para defender seus direitos contra o soberano. O príncipe-
eleitor Frederick II, Eleitor de Brandeburgo encerrou a autonomia de Cölln / Berlim e declarou a cidade-gêmea a sua residência em 1451. Em 1710, as cidades gêmeas Cölln e a antiga Berlim fundidas pela Ordem de Frederico I para formar o [[Capital (política)]|capital]] da Prússia. Como Altberlin era duas vezes maior que Cölln naquela época, a cidade fundida foi chamada de Berlim.

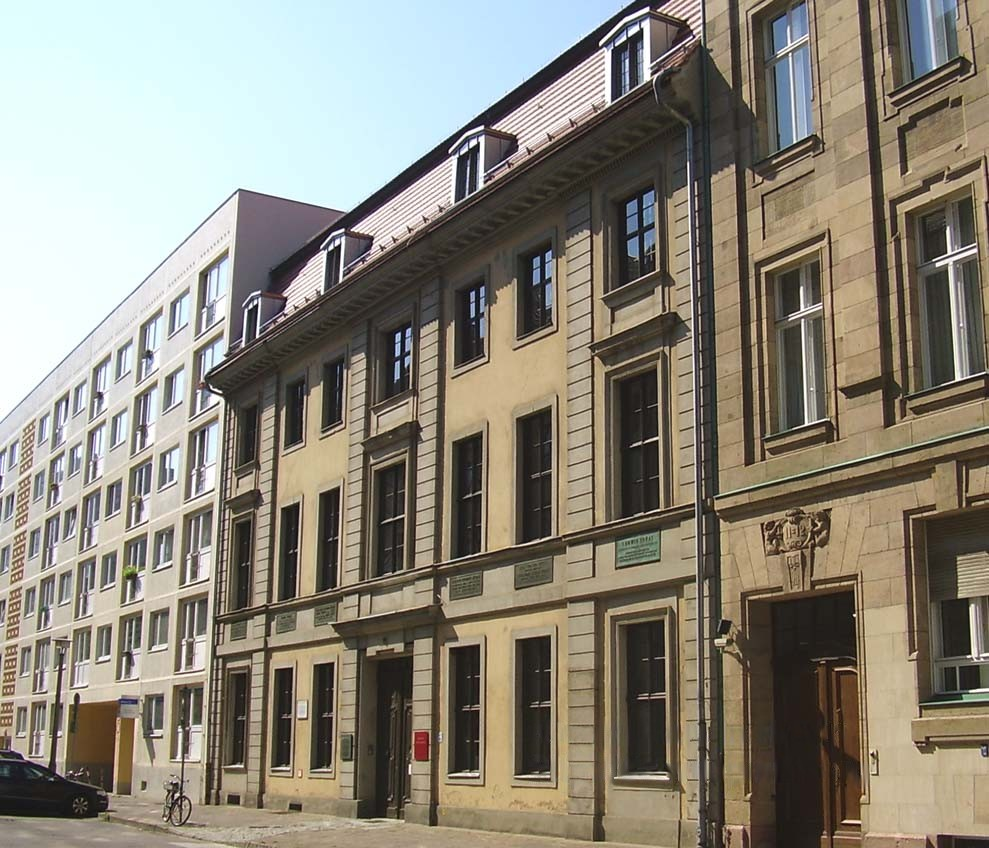
Nicolaihaus

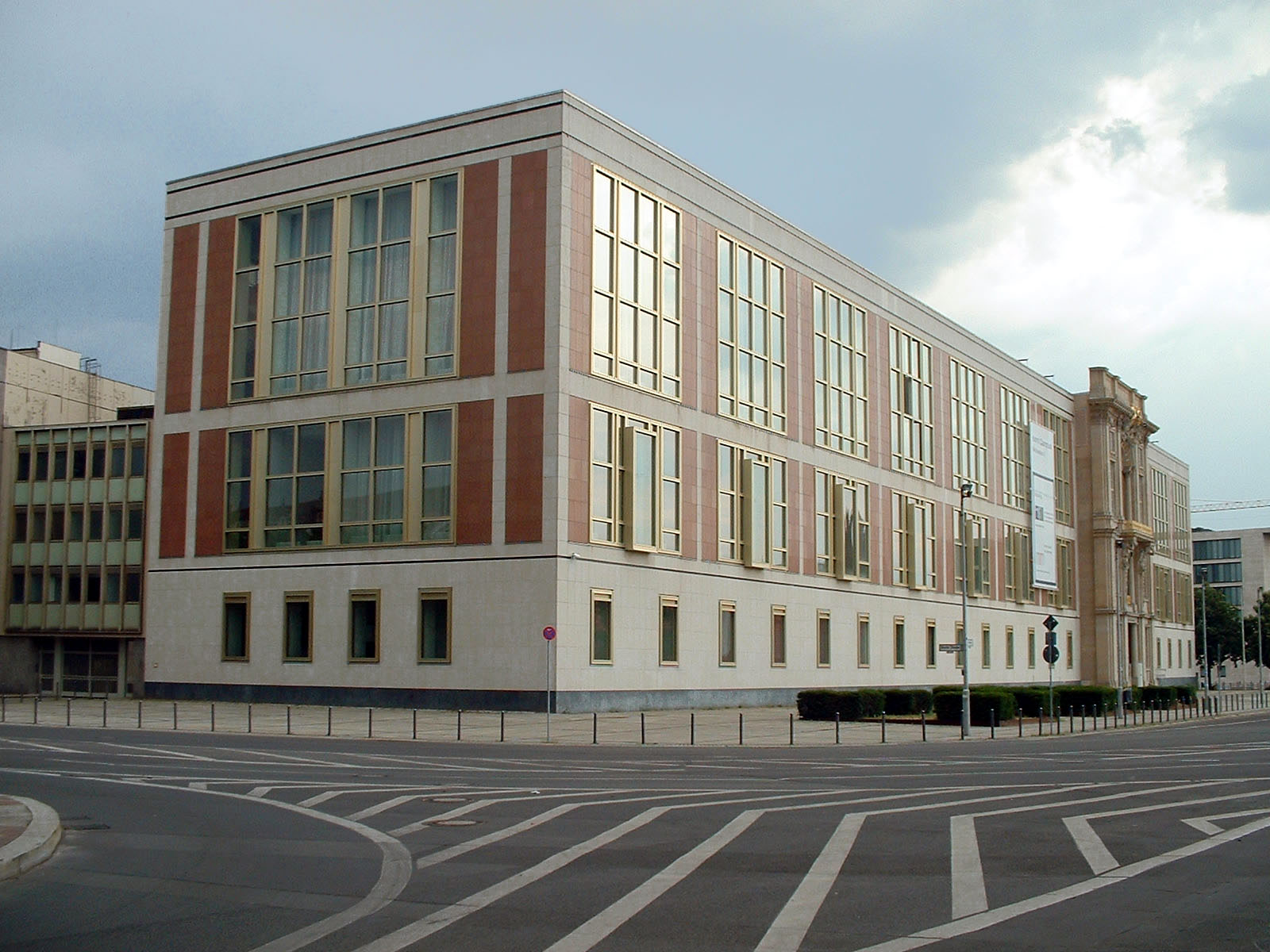
Staatsrat building

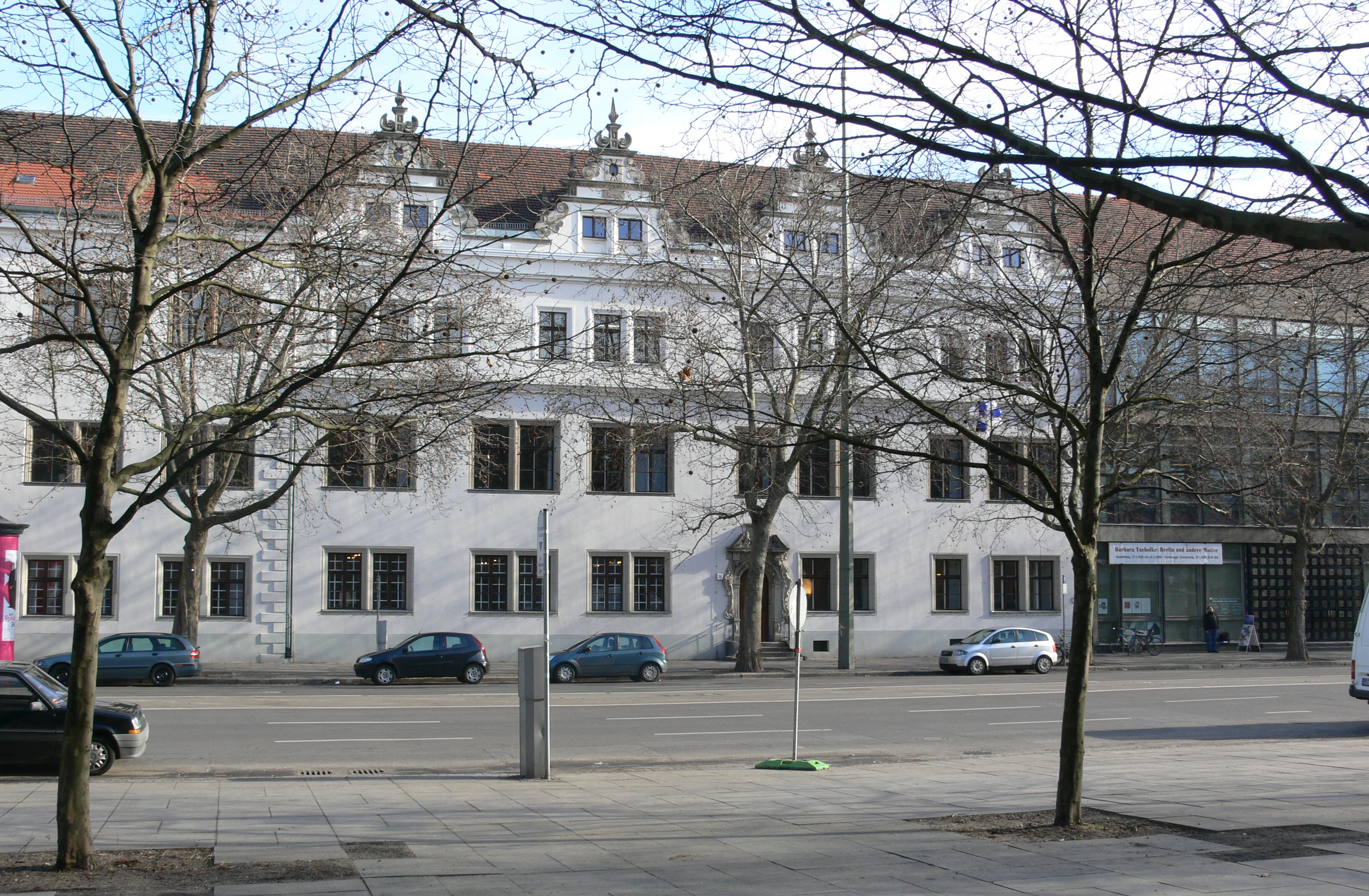
Ribbeckhaus

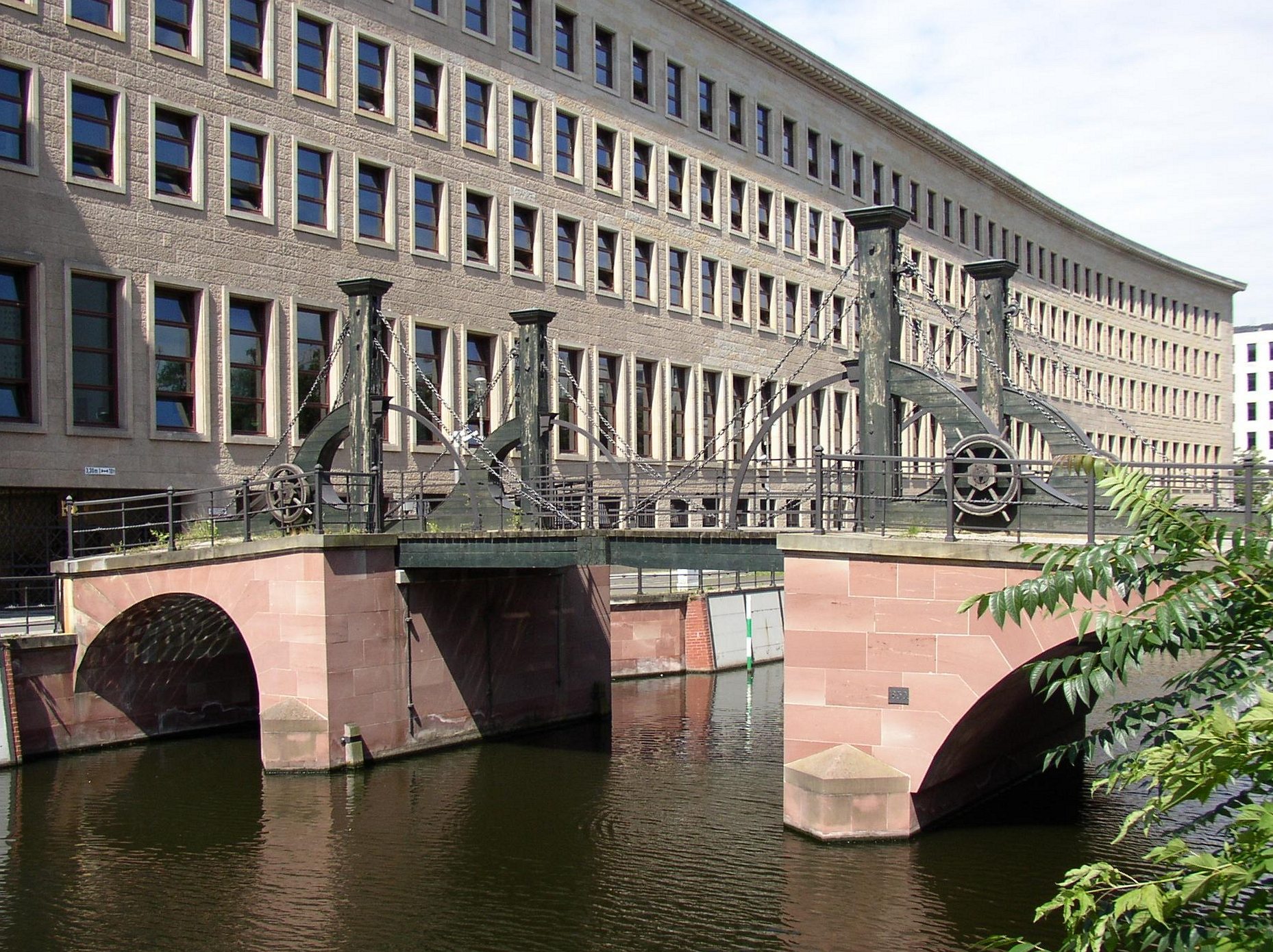
Jungfernbrücke